# Park Sołacki
Park Sołacki – jeden z parków publicznych w Poznaniu, w willowej dzielnicy Sołacz.

## Charakterystyka
Jego powierzchnia wynosi 14,63 ha. Ma kształt wydłużonej i spłaszczonej przy obu końcach elipsy o szerokości około 250 m i długości około 1,1 km. Obszar parku zamykają ulice: Małopolska (od północy), Litewska (od południa), Nad Wierzbakiem (od wschodu) oraz Niestachowska (od zachodu), a on sam jest najbardziej wysuniętą w kierunku centrum miasta częścią golęcińskiego klina zieleni (ciągnącego się wzdłuż doliny Bogdanki do Kiekrza). Skraj parku, wzdłuż ul. Nad Wierzbakiem, poprzez nieduży, znajdujący się po drugiej stronie ulicy park Adama Wodziczki, a następnie zadrzewioną aleję i pas łąk biegnących w kierunku ul. Przepadek, połączony jest z parkiem na Cytadeli. Dodatkowym krajobrazowym elementem łączącym Park Sołacki z centrum miasta Poznania jest zadrzewiona szpalerem kasztanowców al. Wielkopolska.
Park urządzono w krajobrazowym stylu angielskim. Sprowadzono i posadzono w nim około 3 tysiące drzew i 12 tysięcy krzewów o znacznym zróżnicowaniu gatunkowym. Spiętrzone wody Bogdanki utworzyły w parku Stawy Sołackie o nieregularnych brzegach, z przewężeniem pośrodku imitującym istnienie dwóch niezależnych zbiorników wodnych (większego i mniejszego).
W parku znajduje się szereg mostów i mostków w większości drewnianych oraz wodospad. Przy szeregach alejek spacerowych pokrytych asfaltem (oryginalnie wysypanych żwirem) umiejscowione są stylizowane na początek XX-wiecznych latarnie oraz ławeczki.
W zachodniej części Parku Sołackiego znajduje się obszerna, okolona rzędami drzew i krzewów łąka zaprojektowana do gier i zabaw. Na niej umiejscowione są obecnie place zabaw dla dzieci. W okresie powojennym do około 1974 r. stała tam także wysoka wieża spadochronowa, którą na teren Parku Sołackiego przeniesiono w 1952 z Mosiny. W parku znajduje się również mały i kameralny hotel-restauracja. Północnym skrajem Parku Sołackiego biegnie droga pieszo-rowerowa, przy której istnieje zabytkowa, ustawiona w 1913 r. drewniana poczekalnia tramwajowa (tzw. Zielona budka).

## Historia
Budowa parku rozpoczęła się w 1908 roku i trwała do 1911 roku. Ostateczny projekt parku wykonany przez ówczesnego niemieckiego dyrektora Ogrodów Miejskich w Poznaniu Hermanna Kube, został oficjalnie zatwierdzony przez Poznańską Radę Miejską 30 września 1909 r. i na jego realizację przeznaczyła ona 128 tys. marek. Wykonana została przez firmę Tilo Neukranz, która swe prace ziemne rozpoczęła już 1 października 1908 roku regulując nieznacznie bieg Bogdanki, zakładając sztuczne jezioro i osuszając część podmokłych łąk. Jednakże budowa została zahamowana z powodu ostrej zimy na przełomie lat 1908–1909 i dokończenie zagospodarowania terenu nowego parku nastąpiło między 1909 a 1911.
Park został wybudowany na terenie podmokłej doliny Bogdanki przepływającej przez całą długość parku. Zgodnie z planem urbanistycznym Park Sołacki stanowił główną oś powstającej na Sołaczu dzielnicy willowej.
17 kwietnia lub 31 sierpnia (data sprzeczna) 1912 roku w parku otwarto restaurację umiejscowioną na tarasowym półwyspie wychodzącym nad tzw. „wielki staw”. Budynek restauracyjny (z drobnymi modyfikacjami) przeniesiono z Wystawy Wschodnioniemieckiej z 1911, na której pełnił funkcję winiarni-restauracji. Na najniższym tarasie umiejscowiony był lokal gastronomiczny, a na dwóch wyższych ogród restauracyjny ze składanymi stolikami. Przeszklony, kolisty front, zwieńczał główne wejście do budynku, które z kolei ulokowane było pomiędzy dwiema wysokimi wieżami służącymi do wentylacji głównej sali o beczułkowatym kształcie. Dla zwiększającej się ilości gości odwiedzających restauracje do oryginalnego budynku dobudowana została przeszklona weranda z wyjmowanymi oknami przylegająca do fasady frontowej budynku.
Restauracja funkcjonowała pod nazwą „Parkowa”, „Sołacka” lub „Sołacz”, a jej otwarcie spowodowało znaczny wzrost popularności Parku Sołackiego. Pierwszym dzierżawcą restauracji był Niemiec Franz Mlody a kolejnymi Jan Müller i Jan Budzyński.
W 1913 na tafli wodnej stawku w Parku Sołackim pojawiły się łódki spacerowe, a przy brzegu powstał pomost. W tym samym roku 18 października Park Sołacki uzyskał połączenie tramwajowe ze śródmieściem Poznania w postaci dwutorowej nitki zakończonej zwrotnicą przy dzisiejszej ul. Małopolskiej i placu Spiskim (ówczesne Rheinbabenallee i Huggenbergplatz).

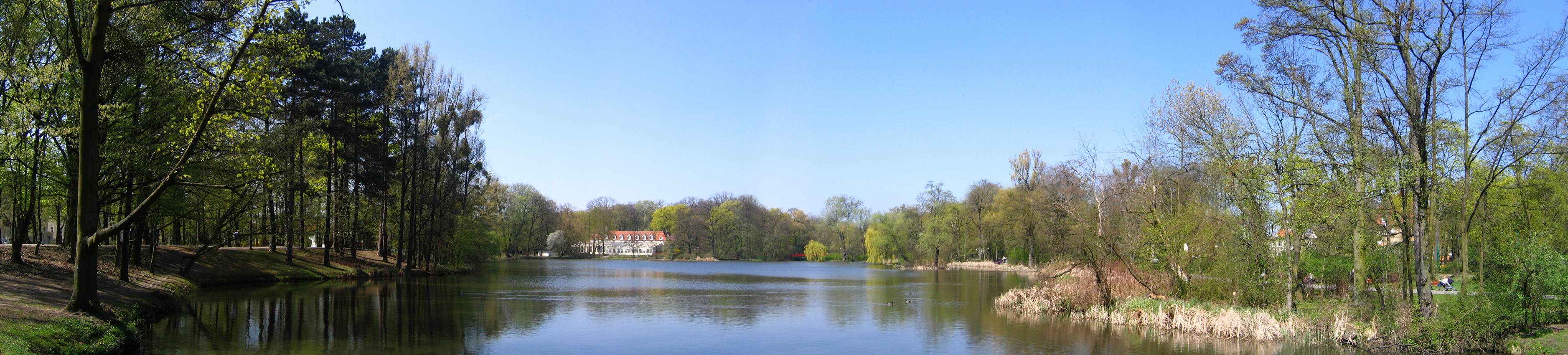
Park Sołacki

Podczas I wojny światowej Park Sołacki uniknął jakichkolwiek dewastacji. Po I wojnie światowej nowe polskie władze Poznania dbały o wygląd i atrakcyjność parku. Za właściwy stan w tym okresie odpowiedzialny był ogrodnik rewirowy, a porządku pilnowali dozorcy czuwający nad przestrzeganiem regulaminu parkowego. W pierwszych latach po odzyskaniu niepodległości parku pilnowali także żołnierze ze znajdujących się nieopodal koszar 1 Pułku Artylerii Ciężkiej Wielkopolskiej, a od listopada 1921 roku 7. Pułku Artylerii Ciężkiej na Sołaczu. Następnie ich role przejęły stałe (z czasem zamienione na doraźne) patrole policji.
W 1920 r. wzmocniono zapadające się brzegi stawu, w 1923 roku całkowicie zrekultywowano wielką łąkę, wysypano alejki żwirem oraz gruntownie wyczyszczono staw ze szlamu. W 1925 roku wyremontowano mosty i mostki wymieniając na nowe ich przegniłe elementy. W 1928 roku rozebrano stary pomost przystani – dla około 20 łodzi spacerowych i kilku kajaków – i w tym samym miejscu wybudowano nowy. W 1932 roku powtórnie oczyszczono staw z mułu oraz naprawiono drogi spacerowe, a także odnowiono trawniki. W latach 1932–1933 pracownicy poznańskiej elektrowni zainstalowali w parku oświetlenie elektryczne (zamontowane przez nich latarnie pochodziły z dawnych terenów Powszechnej Wystawy Krajowej).
W 1936 roku w związku z ponowną koniecznością oczyszczenia akwenu zorganizowano na terenie parku prace rekultywacyjne, które prowadzono przy pomocy finansowej Funduszu Pracy. W czasie trwających na jesieni 1936 roku robót oczyszczono i wyrównano dno stawu, a także uporządkowano znaczne obszary parku.
W okresie międzywojennym Park Sołacki był dla mieszkańców Poznania bardzo uroczym miejscem spacerów i wypoczynku. Organizowane w nim koncerty, dancingi, festyny, wenty, kiermasze oraz przedstawienia teatralne dostarczały im znakomitej rozrywki, toteż Park Sołacki stał się miejscem odwiedzanym przez poznaniaków dość tłumnie, szczególnie w pogodne niedziele, święta i letnie dni. Najważniejszą i najbardziej znaną z imprez parkowych były tzw. Kiermasze Sołackie organizowane na przełomie maja i czerwca. W odróżnieniu od publicznych ogrodów śródmiejskich był on miejscem dającym znacznie więcej swobody i możliwości nieskrępowanej zabawy, a panującą w parku atmosferę można porównać do jarmarcznego gwaru. Park Sołacki będący jednym z najpiękniejszych parków Poznania, prezentujący swe naturalne piękno szerokim masom poznaniaków przez wiele lat był dla nich również przedmiotem sporej dumy z jego posiadania.
Również II wojna światowa nie wyrządziła Parkowi Sołackiemu żadnych szkód – w przeciwieństwie do większości innych parków miejskich w Poznaniu (mimo że po zakończeniu działań wojennych dochodziło tu do przypadków odłowu ryb materiałami wybuchowymi, strzelania do kaczek i zajęcy oraz wyrywania roślin do prywatnych ogrodów). W czasie trwania okupacji hitlerowskiej na teren Parku Sołackiego wstęp miała jedynie niemiecka ludność miasta Poznania. Sama nazwa Parku Sołackiego została przez władze okupacyjne zmieniona na Kuhndorfpark, czyli w tłumaczeniu na język polski Park Niestachowski. Stało się to m.in. na skutek niechęci okupantów hitlerowskich do wcześniej używanej nazwy Solatsch Park będącej jedynie zniemczonym zapisem polskiego Sołacza. Kuhndorf zaś (obecnie Niestachów) był nazwą czysto niemiecką toteż stanowił według hitlerowskiej administracji doskonałe, dobrze kojarzące się nawiązanie miast polskiego Parku Sołackiego, tym bardziej iż władze okupacyjne również dbały o atrakcyjność parku – wprowadzono m.in. częściowe oświetlenie w rejonie restauracji.
Po zakończeniu II wojny światowej nazwa Parku Sołackiego na krótki okres została zmieniona na Park im. Stalina (do 1956), co nie przeszkodziło organizować w nim różnego rodzaju festynów, dancingów w restauracji Wypoczynek, korzystać z nadal istniejących – aczkolwiek już płaskodennych – łódek i kajaków na stawie, czy też spotykać się zimą mieszkańcom Sołacza na miejskiej ślizgawce. Czy to w czasie festynów ludowych czy też letnimi wieczorami w parku nadal przygrywała doborowa orkiestra, co m.in. sprawiało, iż w tych „ponurych” latach można było tutaj znaleźć dość radosne miejsce i poczuć się inaczej.
Fakt, iż we wczesnych latach pięćdziesiątych Park Sołacki jako jedyny z parków poznańskich godzien był przyjąć to „boskie” imię, świadczy wyraźnie o wyjątkowej randze tego terenu.
Swoistym symbolem Parku Sołackiego z tego okresu obok charakterystycznego wyglądu budynku restauracyjnego – sprzed ścięcia jego obu wież – stała się także wysoka (ponad 30 m) wieża do skoków spadochronowych, która przez kilka lat nieużywana, stanowiąca zagrożenie bezpieczeństwa dla spacerowiczów, została wysadzona w powietrze przez saperów (przy dwukrotnej próbie) w 1969 r., a następnie rozebrana około 1974 r.
W 1977 r. ze stawu w parku zniknęły stanowiące dużą atrakcję łódki spacerowe.
Modernizacje wprowadzone w parku po II wojnie światowej: wyasfaltowano alejki spacerowe, zmieniono oświetlenie oraz ławki parkowe. Odnowiono, wzmocniono i zakonserwowano istniejące mosty i mostki, a sam Park Sołacki nadal pozostawał celem spacerów całych rodzin poznaniaków.
W znacjonalizowanym budynku restauracyjnym otwarto najpierw „Wypoczynek” – funkcjonowała również nazwa „Pod Strzechą” – a później po gruntownej przebudowie stylową restaurację „Piracka”. Na przestrzeni lat powojennych budynek restauracyjny spłonął dwukrotnie. W maju 1992 r. budynek został sprywatyzowany i po remoncie oraz przebudowie zgodnie z projektem Piotra Wędrychowicza otwarto tam, nieistniejącą już, restaurację i hotel Meridian. Frontowa ściana restauracji jest cała przeszklona, aby goście mieli widok na park w czym mocno nawiązuje do pierwotnej przeszklonej werandy przylegającej do fasady budynku, z której latem wyjmowano okna, umożliwiając swobodny przepływ powietrza.
W 1993 r. została przeprowadzona akcja rekultywacji stawów w Parku Sołackim. Odmulono wówczas dna wszystkich zbiorników wodnych dzięki czemu udało się odtworzyć istniejący do dziś historyczny układ stawów.
Obecnie Park Sołacki jest systematycznie poddawany gruntownym, trwającym od kilku lat pracom renowacyjnym. Po ostatniej renowacji park zyskał m.in. stylowe oświetlenie i ławki. Wycięto suche drzewa i dzikie zarośla, uprzątnięto i wzmocniono brzegi stawów, wyremontowano mostki i naprawiono przepusty. Niektóre alejki i ścieżki wyłożono kostką brukową. W maju 2006 na staw wróciły łódki. Od kwietnia 2008 w parku trwają prace mające na celu oczyszczenie dna stawu oraz poprawę jakości wody.
W końcu grudnia 2008 w Parku Sołackim stanęła rzeźba „Dwie kobiety” autorstwa Sylwestra Ambroziaka. Ulokowanie w parku tej dość kontrowersyjnej rzeźby przedstawiające dwie nagie kobiety z twarzami stylizowanymi na afrykańskie wzbudziło skrajne, emocjonalne reakcje wśród spacerowiczów. Dla niektórych osób odwiedzających park artystyczna rzeźba stanowi swoiste ożywienie tego miejsca i powiew świeżości w nim, natomiast dla innych jest ona całkowicie nie do przyjęcia w Parku Sołackim zarówno ze względu na kontrowersje estetyczne, jak i etyczne.
Park Sołacki nadal stanowi bardzo popularne miejsce na spacery wśród wielu poznaniaków, których przyciągają jego walory krajobrazowe, a także cisza i spokój. W zgiełku miasta miejsce to stanowi prawdziwą zieloną, czystą i cichą enklawę, w której można przyjemnie i skutecznie odpocząć. Park Sołacki jest też uczęszczany przez rowerzystów. Od 2003 r. przed hotelem „Meridian” rozpoczynały się comiesięczne wycieczki rowerowe po Poznaniu i okolicach, organizowane przez Sekcję Rowerzystów Miejskich.

## Przyroda
Na uwagę zasługuje bogaty i zróżnicowany drzewostan parku. Znajdują się tu egzotyczne gatunki, takie jak daglezja, choina kanadyjska, cypryśnik błotny, klon tatarski, klon srebrzysty, które posadzone w większości przy brzegach stawu stanowią razem z nimi główny motyw krajobrazowy parku i tworzą miejsca widokowe. Dość bogate drzewostany parku uzupełniają malownicze skupiska obficie kwitnących krzewów ozdobnych i interesującą roślinność runa. Faunę Parku Sołackiego tworzą liczne gatunki ptaków, a wśród nich z rzadszych gatunków występuje tu m.in. mandarynka (której ojczyzną jest południowo-zachodnia Azja), dzięciołek, a w latach 1990–2002 odnotowano pojedyncze pary dzięcioła zielonosiwego.
W 2014, na całkowicie martwym pniu drzewa o trudnej do ocenienia przynależności gatunkowej, odnaleziono w parku przedstawiciela rzadkiego gatunku mrówkowatych: Temnothorax corticalis. Gniazdowały tam też nadrzewnica czteroplamka oraz mrówka pniowa. Stanowisko to jest trzecim na terenie Niziny Wielkopolsko-Kujawskiej i pierwszym, na którym gatunek Temnothorax corticalis został na tym terenie stwierdzony w zieleni miejskiej. W 1985 zarejestrowano w parku pojedynczego osobnika chrząszcza Onthophagus nuchicornis, w 2005, na sośnie, osobnika Rhyzobius litura, biedronkowatego, nie podawanego z terenu Niziny Wielkopolsko-Kujawskiej przez ponad trzydzieści wcześniejszych lat, a w 2020 (na rozkładającym się żagwiaku łuskowatym) pajęczaka Ameroseius ulmi.
W 1931 r. znaleziono w parku odmianę bardzo rzadkiego w Polsce grzyba, trufli rudej – Tuber rufum o wymiarze 2 × 10 mm. Odkrycia dokonał anonimowy mykolog, ale okaz przekazał szwajcarskiemu naukowcowi – Edmundowi Fischerowi, który wywiózł go do zbiorów Muzeum Botanicznego w Bernie. W tym samym czasie Fischer odnalazł w parku grzyba z rodzaju Hymenogaster (podziemniaczek), nie występującego nigdzie indziej na świecie – Hymenogaster posnaniensis Teod. Zimą 1930/1931 prof. Feliks Teodorowicz (twórca nazwy podziemniaczek) odnalazł tu owocniki płomiennicy zimowej. Po 2000 w parku odnaleziono stanowisko muchomora szyszkowatego.